# Powojnik Jackmana

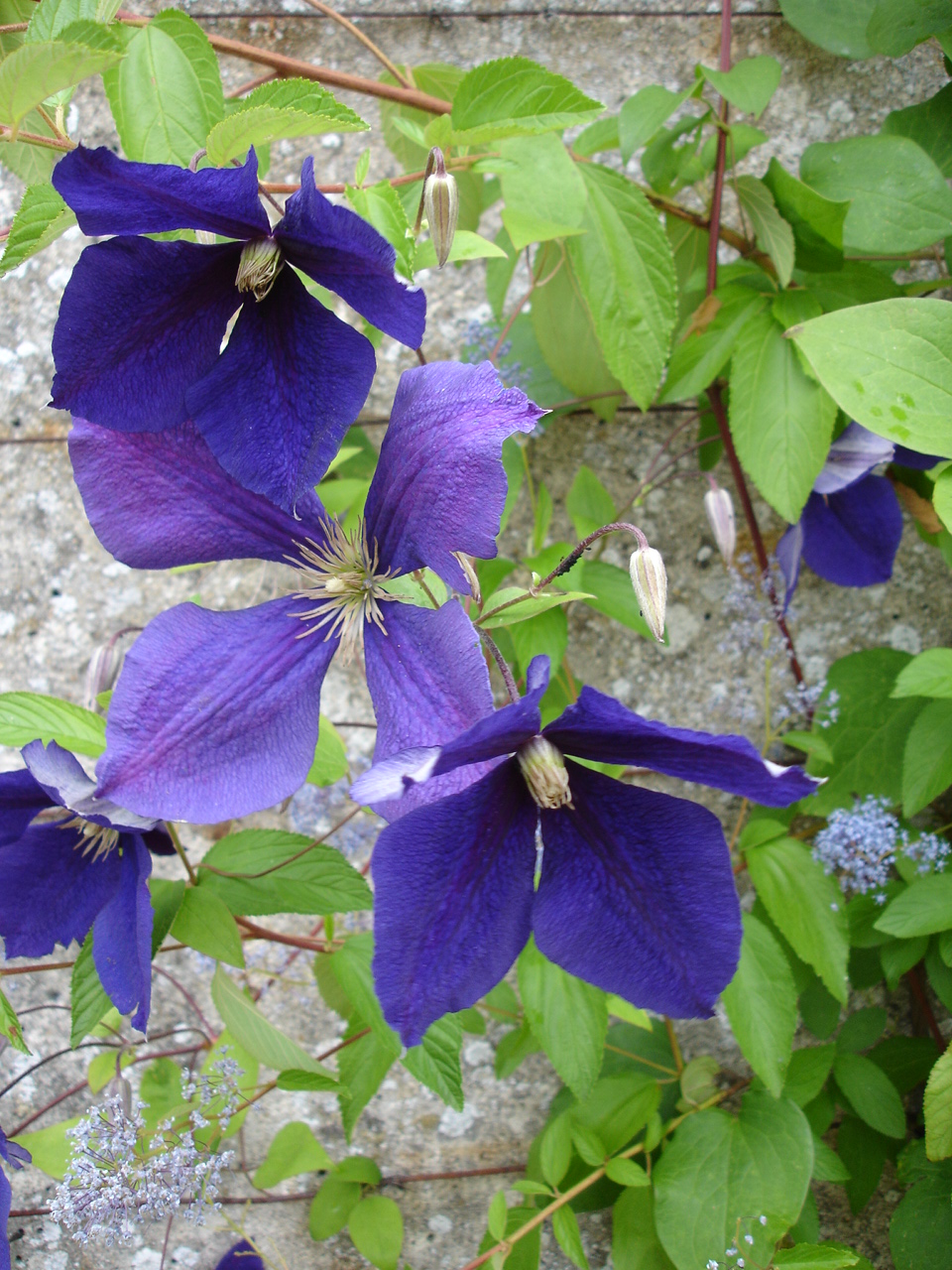

Powojnik Jackmana (Clematis × jackmanii Moore) – mieszaniec roślin z rodzaju powojników, powstały ze skrzyżowania Clematis lanuginosa i Clematis viticella. Jest pierwszym wielkokwiatowym mieszańcem, otrzymano go jeszcze w 1812 i nadal jest uprawiany. Obecnie jego formę pierwotną traktuje się jako odmianę, występuje pod nazwą 'Jackmanii'. 

## Morfologia
ŁodygaPędy cienkie i wiotkie, dorastające do 3–4 m, czepiają się podpór ogonkami liściowymi.
LiścieDolne nieparzystopierzaste, górne często pojedyncze.
KwiatyPojedyncze, bardzo duże o średnicy 10–15 cm, w kolorze ciemnofioletowym, osadzone na szypułkach o długości 10–14 cm. Płatków korony 4–6, pręciki i słupki liczne. Okres kwitnienia przypada od czerwca do września.
OwoceNiełupki z ościstymi wyrostkami.

## Zastosowanie i uprawa
- Roślina ozdobna: powojniki uważane są za najpiękniejsze rośliny wśród roślin pnących i sadzone są w celach ozdobnych na balkonach i w ogrodach przydomowych.
- Wymagania. Wymaga żyznej i wilgotnej gleby z dużą ilością próchnicy[4]. Odczyn gleby musi być obojętny lub lekko alkaliczny (pH 6–7). Najlepsze jest stanowisko słoneczne, ale korzenie i dolna część rośliny powinny znajdować się w cieniu. Powojniki nie lubią wietrznych miejsc oraz są bardzo wrażliwe na suszę i niską wilgotność powietrza. Nie są zupełnie odporne na mróz.
- Uprawa. Sadzi się ukorzenione sadzonki w dole o rozmiarach 40 × 40 cm, wypełnionym wcześniej przygotowaną żyzną ziemią[5]. Rozrośnięte rośliny nawozi się kilkakrotnie (nie dłużej niż do końca lipca) nawozami wieloskładnikowymi[5]. Pędy przycina się na wysokości 30–40 cm nad ziemią. Roślina wymaga podpór, czasami trzeba przymocowywać pędy. Na zimę należy dolną część powojnika okryć korą lub gałęziami.

## Szkodniki i choroby
- mączniak prawdziwy – na liściach i pędach pojawia się mączysty nalot. Groźna choroba. Zaatakowane pędy usunąć i spalić, całą roślinę kilkakrotnie opryskiwać odpowiednimi fungicydami.
- mszyce – występują rzadko i są łatwe do zwalczenia preparatami owadobójczymi.
- uwiąd – całe rośliny lub pojedyncze pędy więdną i zamierają. Groźna choroba. Kupować tylko zdrowe okazy, w razie wystąpienia choroby usuwać chore pędy i podlewać ziemię preparatami grzybobójczymi.